# Tillandsia kuehhasii
Tillandsia kuehhasii är en gräsväxtart som beskrevs av Walter Till. Tillandsia kuehhasii ingår i släktet Tillandsia och familjen Bromeliaceae. Inga underarter finns listade i Catalogue of Life.

## Bildgalleri

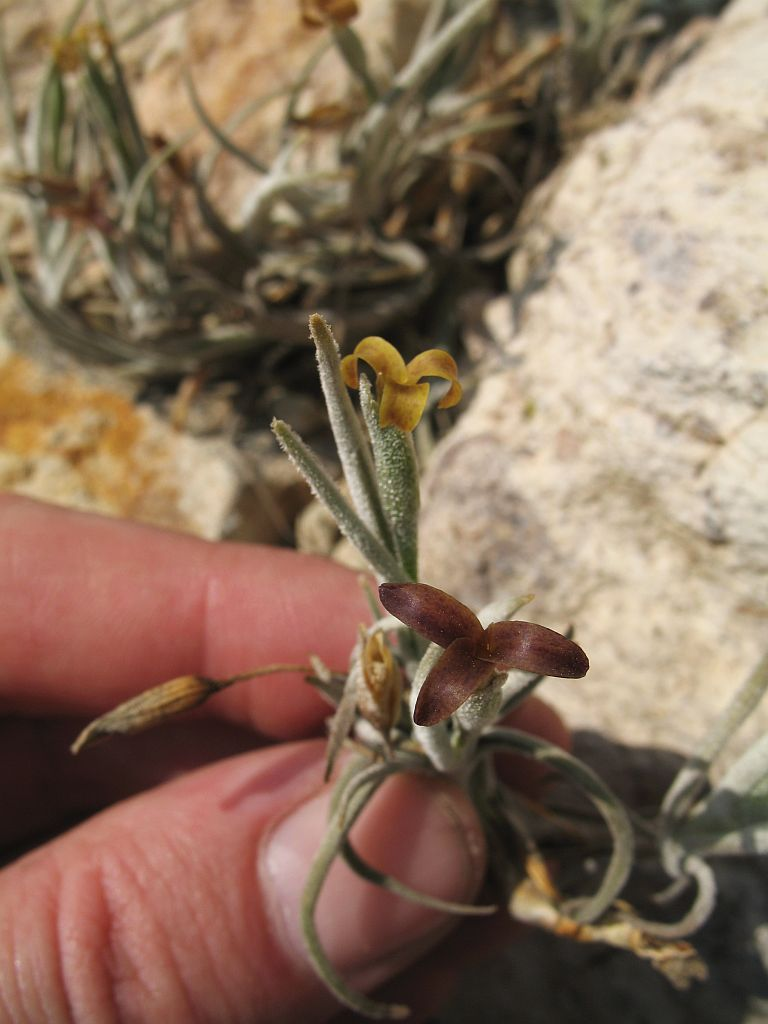
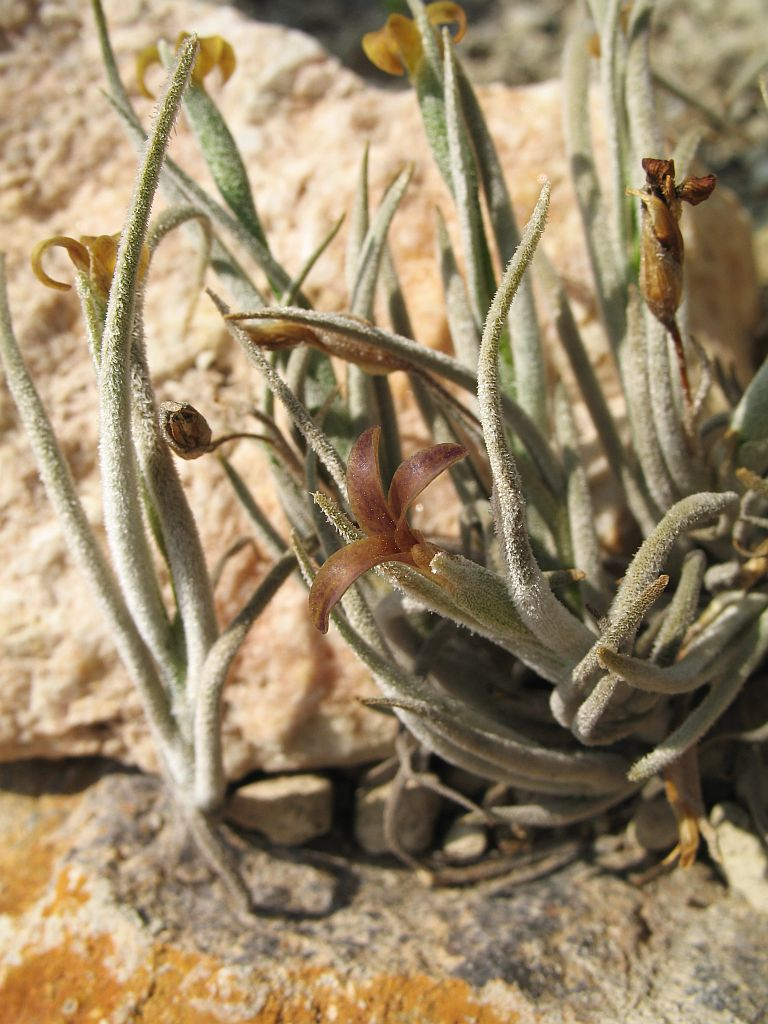